# Kanton Deuil-la-Barre
Kanton Deuil-la-Barre is een kanton van het Franse departement Val-d'Oise. Kanton Deuil-la-Barre maakt deel uit van het arrondissement Sarcelles. 
Het werd opgericht bij decreet van 17 februari 2014, met uitwerking in maart 2015.

## Gemeenten
Het kanton Deuil-la-Barre omvat volgende gemeenten:
- Deuil-la-Barre
- Groslay
- Montmagny
- Saint-Brice-sous-Forêt